# Рутерфорд, Джозеф Франклин
Джо́зеф Фра́нклин Ру́терфорд (Ре́зерфорд) (англ. Joseph Franklin Rutherford, 8 ноября 1869, Версейлс, Миссури — 8 января 1942, Сан-Диего, Калифорния) — американский религиозный деятель, свидетель Иеговы, второй президент Общества Сторожевой Башни, известен как «Судья Рутерфорд».

## Биография
Джозеф Рутерфорд родился в семье баптистов, жившей на ферме в округе Морган (штат Миссури). Когда ему было 16 лет, отец согласился с его решением пойти учиться, при условии что Джозеф будет жить за свой счёт и оплачивать труд работника, которого наймут вместо него. Джозеф занял деньги у друга. Ему удавалось одновременно учиться в колледже и изучать право.
Получив образование, Рутерфорд два года проучился у судьи Эдвардса. К 20 годам он стал официальным судебным протоколистом в судах 14-го судебного округа штата Миссури. 5 мая 1892 года он получил официальное право заниматься юриспруденцией в Миссури. Позднее Рутерфорд четыре года работал прокурором в Бунвилле (штат Миссури). Затем он время от времени служил в качестве особого судьи в 8-м судебном округе Миссури. Именно поэтому он стал известен как судья Рутерфорд.
Рутерфорд женился 31 декабря 1891 года на Мери Малколм Фетцер (1869 - 1962). 10 ноября 1892 года у четы Рутерфорд   родился сын Малколм.
Во время учёбы Рутерфорд подрабатывал продажей энциклопедий, ходя с ними по домам. Это занятие было нелёгким: многие грубо отказывали. Однажды он, посещая фермы, упал в ручей с ледяной водой и едва не умер. Рутерфорд твёрдо решил, что, когда он станет юристом и кто-нибудь придёт к нему в кабинет, чтобы предложить книги, он обязательно купит. Рутерфорд сдержал данное себе слово: в начале 1894 года у двух разносчиков книг, пришедших к нему в кабинет, он купил три тома «Рассвета миллениума», изданные Обществом Сторожевой Башни. Через несколько недель книги были прочитаны, и Рутерфорд тут же написал в Общество Сторожевой Башни письмо, в котором говорилось: «Мы с моей дорогой женой прочли эти книги с огромным интересом и считаем, что они ниспосланы нам свыше. Они для нас великое благословение». В 1906 году Джозеф Рутерфорд крестился и год спустя стал юрисконсультом Общества Сторожевой Башни. 6 января 1917 года Рутерфорд был избран президентом Общества Сторожевой башни, юридического лица одного из направлений Исследователей Библии, которые в 1931 году приняли название свидетели Иеговы.